# Puchar Europy Mistrzyń Krajowych siatkarek (1979/1980)
Puchar Europy Mistrzyń Krajowych 1980 – 20. sezon Pucharu Europy Mistrzyń Krajowych rozgrywanego od 1960 roku, organizowanego przez Europejską Konfederację Piłki Siatkowej (CEV) w ramach europejskich pucharów dla żeńskich klubowych zespołów siatkarskich "starego kontynentu".

## Drużyny uczestniczące
- Bergen BSI
- Olympic Luksemburg
- Leixoes Porto
- Sniace Torrelavega
- KFUM Helsingor
- Velkot Karhulan
- Ruda Hvezda Bratysława
- Sokol Viden
- Prins DVC Dokkum
- Eczacıbaşı Stambuł
- ÖMV Blau Gelb Wiedeń
- Panathinaikos Ateny
- Nim-Se Budapeszt
- ASU Lyon
- SC Uni Bazylea
- Hermes Oostende
- 1.VC Schwerte
- 2001 Uno Bari
- Dinamo Tirana

## Rozgrywki

### Runda wstępna
| Data       | Drużyna 1          | Wynik | Drużyna 2          | Sety                            |
| ---------- | ------------------ | ----- | ------------------ | ------------------------------- |
|            | Bergen BSI         | 3:0   | Olympic Luksemburg | 15:4, 15:4, 15:12               |
|            | Bergen BSI         | 3:0   | Olympic Luksemburg | 15:5, 15:9, 15:11               |
|            |                    |       |                    |                                 |
| 01.11.1979 | Sniace Torrelavega | 3:1   | Leixoes Porto      | 15:6, 12:15, 15:8, 15:7         |
| 22.11.1979 | Sniace Torrelavega | 1:3   | Leixoes Porto      | 9:15, 15:5 6:15, 10:15          |
|            |                    |       |                    |                                 |
| 10.11.1979 | KFUM Helsingor     | 2:3   | Velkot Karhulan    | 15:12, 14:16, 5:15, 15:6, 8:15, |
| 17.11.1979 | KFUM Helsingor     | 1:3   | Velkot Karhulan    | 16:14, 13:15, 11:15, 2:15       |

### Runda 1/8
| Data       | Drużyna 1              | Wynik | Drużyna 2           | Sety                             |
| ---------- | ---------------------- | ----- | ------------------- | -------------------------------- |
| 09.12.1979 | Ruda Hvezda Bratysława | 3:0   | Sokol Viden         | 15:4, 15:7, 15:10                |
|            | Ruda Hvezda Bratysława | 3:0   | Sokol Viden         |                                  |
|            |                        |       |                     |                                  |
| 08.12.1979 | Bergen BSI             | 0:3   | Prins DVC Dokkum    | 5:15, 8:15, 5:15,                |
| 15.12.1979 | Bergen BSI             | 0:3   | Prins DVC Dokkum    | 7:15, 2:15, 1:15                 |
|            |                        |       |                     |                                  |
| 08.12.1979 | Eczacıbaşı Stambuł     | 3:2   | Blau Gelb Wiedeń    | 15:5, 15:11, 14:16, 11:15, 15:8  |
|            | Eczacıbaşı Stambuł     | :     | Blau Gelb Wiedeń    |                                  |
|            |                        |       |                     |                                  |
| 09.12.1979 | Sniace Torrelavega     | 3:0   | Panathinaikos Ateny | 15:8, 18:16, 15:5                |
|            | Sniace Torrelavega     | :     | Panathinaikos Ateny |                                  |
|            |                        |       |                     |                                  |
|            | Nim-Se Budapeszt       | :     | ASU Lyon            |                                  |
|            | Nim-Se Budapeszt       | 3:1   | ASU Lyon            | 15:10, 15:4, 12:15, 15:4         |
|            |                        |       |                     |                                  |
| 09.12.1979 | Uni Bazylea            | 1:3   | Hermes Oostende     | 15:5, 15:17, 12:15, 13:15        |
| 16.12.1979 | Uni Bazylea            | 3:2   | Hermes Oostende     | 12:15, 16:14, 15:4, 12:15, 15:11 |
|            |                        |       |                     |                                  |
| 08.12.1979 | 1.VC Schwerte          | 1:3   | Dinamo Tirana       | 15:8, 7:15, 13:15, 9:15          |
| 15.12.1979 | 1.VC Schwerte          | 0:3   | Dinamo Tirana       | 6:15, 3:15, 11:15                |
|            |                        |       |                     |                                  |
| 08.12.1979 | 2001 Uno Bari          | 3:1   | Velkot Karhulan     | 15:6, 15:2, 10:15, 15:1          |
| 15.12.1979 | 2001 Uno Bari          | 3:0   | Velkot Karhulan     | 15:3, 15:10, 15:9                |

### Ćwierćfinał
| Data       | Drużyna 1              | Wynik | Drużyna 2          | Sety                             |
| ---------- | ---------------------- | ----- | ------------------ | -------------------------------- |
| 08.02.1980 | Ruda Hvezda Bratysława | 3:0   | Prins DVC Dokkum   | 15:11, 15:12, 15:11              |
| 15.02.1980 | Ruda Hvezda Bratysława | 3:2   | Prins DVC Dokkum   | 17:15, 11:15, 10:15, 15:11, 15:6 |
|            |                        |       |                    |                                  |
| 10.02.1980 | Sniace Torrelavega     | 0:3   | Eczacıbaşı Stambuł | 6:15, 10:15, 5:15                |
| 16.02.1980 | Sniace Torrelavega     | 0:3   | Eczacıbaşı Stambuł | 3:15, 1:15, 7:15                 |
|            |                        |       |                    |                                  |
|            | Nim-Se Budapeszt       | :     | Hermes Oostende    |                                  |
|            | Nim-Se Budapeszt       | :     | Hermes Oostende    |                                  |
|            |                        |       |                    |                                  |
| 09.02.1980 | 2001 Uno Bari          | 3:1   | Dinamo Tirana      | 17:15, 15:7, 9:15, 15:9          |
| 16.02.1980 | 2001 Uno Bari          | 0:3   | Dinamo Tirana      | 9:15, 5:15, 1:15                 |

### Turniej finałowy
Gottwaldov
Tabela
| Lp. | Drużyna                | Pkt | Mecze | Mecze | Mecze | Sety | Sety | Sety  |
| Lp. | Drużyna                | Pkt | M     | W     | P     | wyg. | prz. | ratio |
| --- | ---------------------- | --- | ----- | ----- | ----- | ---- | ---- | ----- |
| 1   | Ruda Hvezda Bratysława | 6   | 3     | 3     | 0     | 9    | 0    | MAX   |
| 2   | Eczacıbaşı Stambuł     | 4   | 3     | 1     | 2     | 3    | 6    | 0.500 |
| 3   | Nim-Se Budapeszt       | 4   | 3     | 1     | 2     | 3    | 6    | 0.500 |
| 4   | Dinamo Tirana          | 4   | 3     | 1     | 2     | 3    | 6    | 0.500 |

Wyniki
| Data       | Drużyna 1              | Wynik | Drużyna 2          | Sety                |
| ---------- | ---------------------- | ----- | ------------------ | ------------------- |
| 07.03.1980 | Nim-Se Budapeszt       | 3:0   | Eczacıbaşı Stambuł | 15:12, 15:12, 15:13 |
| 07.03.1980 | Ruda Hvezda Bratysława | 3:0   | Dinamo Tirana      | 15:7, 15:3, 15:4    |
|            |                        |       |                    |                     |
| 08.03.1980 | Ruda Hvezda Bratysława | 3:0   | Eczacıbaşı Stambuł | 15:4, 15:6, 15:5    |
| 08.03.1980 | Dinamo Tirana          | 3:0   | Nim-Se Budapeszt   | 15:11, 15:13, 15:12 |
|            |                        |       |                    |                     |
| 09.03.1980 | Eczacıbaşı Stambuł     | 3:0   | Dinamo Tirana      | 15:2, 15:13, 15:8   |
| 09.03.1980 | Ruda Hvezda Bratysława | 3:0   | Nim-Se Budapeszt   | 15:9, 15:7, 15:8    |

## Klasyfikacja końcowa
| Miejsce | Drużyna                |
| ------- | ---------------------- |
| złoto   | Ruda Hvezda Bratysława |
| srebro  | Eczacıbaşı Stambuł     |
| brąz    | Nim-Se Budapeszt       |
| 4.      | Dinamo Tirana          |